# Cabanellas (Gerona)
Cabanellas (en catalán y oficialmente desde 1981 Cabanelles) es un municipio español de la comarca del Alto Ampurdán en la provincia de Gerona, Cataluña.

## Geografía física
Integrado en la comarca de Alto Ampurdán, se sitúa a 44 kilómetros de la capital provincial. El término municipal está atravesado por la carretera nacional N-260, entre los pK 50 y 55, y por carreteras locales que permiten la comunicación con Lladó y Crespiá. 
El territorio, accidentado por el norte por la sierra de la Cirera, llega por el sur hasta el río Fluviá y comprende el valle de la riera de Sant Jaume, afluente del anterior, y, ya en la cuenca de la Muga, parte de las cabeceras del río Manol y de la riera de Àlguema. Los puntos más altos del término, en el sector septentrional, se encuentran en la sierra de la Cirera (Puig del Suro, 621 metros). El pueblo se alza a 194 metros sobre el nivel del mar. La altitud más baja se alcanza a orillas del Fluviá, en el exclave de Espinavessa, a 80 metros.  
| Noroeste: Albañá              | Norte: Albañá y San Lorenzo de la Muga | Nordeste: Terradas             |
| Oeste: Mayá de Moncal y Beuda |                                        | Este: Cistella, Lledó y Navata |
| Suroeste: Crespiá             | Sur: Crespiá                           | Sureste: Navata                |

El antiguo término de Espinavessa constituye un exclave que se encuentra en el extremo sudoriental del municipio, en el valle del Fluviá, entre los términos de Navata, Crespiá, Esponellá y Vilademuls. 

## Demografía
Cabanellas cuenta con una población de 281 habitantes (INE 2024).
| Gráfica de evolución demográfica de Cabanellas entre 1842 y 2021 |
| |
| Población de derecho según los censos de población del INE Población de hecho según los censos de población del INEEn estos censos se denominaba Cabanellas: 1842, 1857, 1860, 1877, 1887, 1897, 1900, 1910, 1920, 1930, 1940, 1950, 1960, 1970 y 1981 Entre el censo de 1857 y el anterior, crece el término del municipio porque incorpora a Caixas, Espinavesa, La Estela, San Martín Saserras y Vilademiras |

| 1497 | 1515 | 1553 | 1717 | 1787 | 1857 | 1877 | 1887 | 1900 |
| ---- | ---- | ---- | ---- | ---- | ---- | ---- | ---- | ---- |
| 40   | 36   | 42   | 300  | 684  | 1062 | 991  | 933  | 862  |

| 1910 | 1920 | 1930 | 1940 | 1950 | 1960 | 1970 | 1981 | 1990 |
| ---- | ---- | ---- | ---- | ---- | ---- | ---- | ---- | ---- |
| 867  | 860  | 749  | 663  | 663  | 834  | 1058 | 859  | 245  |

| 1992 | 1994 | 1996 | 1998 | 2000 | 2002 | 2004 | 2006 | — |
| ---- | ---- | ---- | ---- | ---- | ---- | ---- | ---- | - |
| 235  | 227  | 227  | 220  | 226  | 230  | 244  | 240  | — |